# Brezzo di Bedero
Brezzo di Bedero är en ort och kommun i provinsen Varese i regionen Lombardiet i Italien. Kommunen hade 1 203 invånare (2018).